# Shotgun Jones
Shotgun Jones é um filme mudo do gênero faroeste produzido nos Estados Unidos e lançado em 1914.